# Babsk (Łódź)
Pour les articles homonymes, voir Babsk.
Babsk est un village du centre de la Pologne, situé entre Rawa Mazowiecka et Mszczonów, sur la rivière.
Il est situé dans la voïvodie de Łódź (Powiat de Rawa Mazowiecka).
Il a été fondé au XIVe siècle.
La population de Babsk était de 690 habitants en 2004.